# Göte Halvarsson
Sven Göte Halvarsson, född 7 juli 1927 i Gustafs socken, död 5 september 2023 i Hagfors, var en svensk djurmålare.
Halvarsson studerade konst för Thure Wallner under tio års tid. Hans konst består av djur- och naturmotiv i en mjuk naturtrogen färgskala.